# Faïence de Rouen

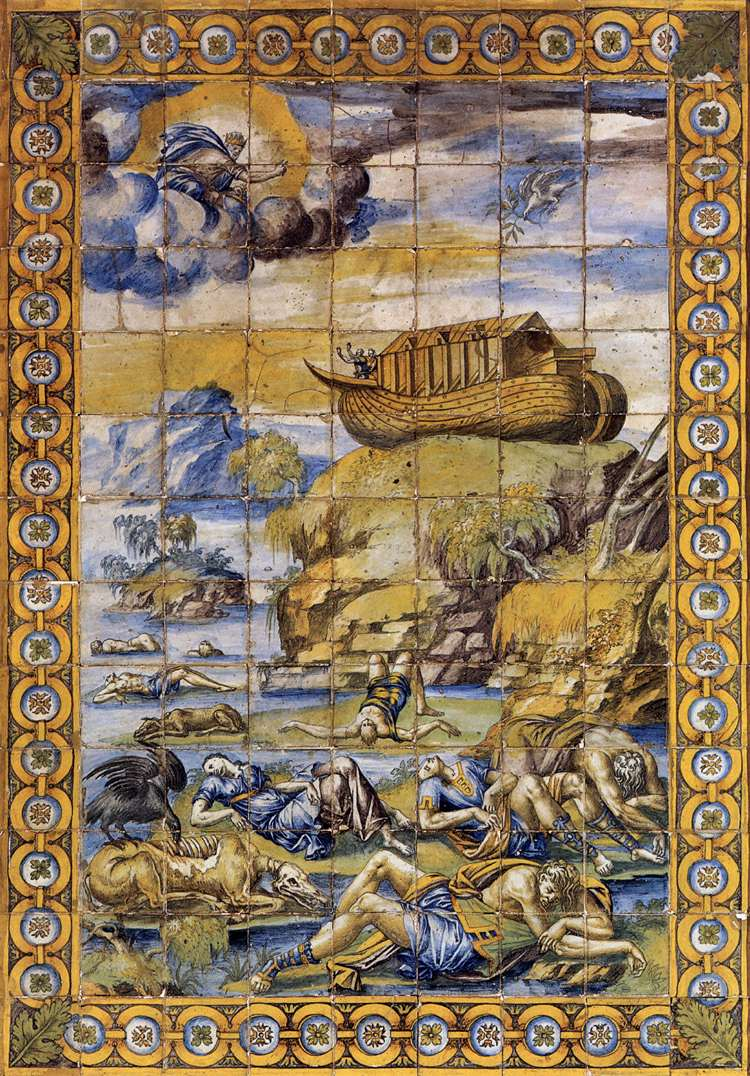
Le Déluge, embarquement sur l'Arche, de Masséot Abaquesne, 1550. Exposé au musée national de la Renaissance d'Écouen.

À partir du début du XVIe siècle et jusqu'à la fin du XVIIIe siècle, la faïence de Rouen fera, dans cette ville, l'objet d'une véritable industrie. Sa renommée nationale acquise par la qualité de sa production très reconnaissable s'est construite au fil du temps sur un marché très concurrentiel. La qualité de ses modèles et de ses motifs en fait le décor privilégié des demeures d'une noblesse sensible au nouvel art de vivre de la Renaissance.

## Historique

### Les origines
La faïence rouennaise apparaît au XVIe siècle avec Masséot Abaquesne. Ce contemporain de Bernard Palissy qui avait complété sa formation auprès des maîtres italiens de Faenza, la petite ville d’Italie qui a donné son nom à la « faïence » fabriqua de magnifiques carreaux de céramique représentant des scènes historiées, des motifs d’arabesque, des emblèmes et des armoiries dans le style italien prépondérant à la Renaissance. Il créa aussi nombre de récipients de pharmacie et d’épicerie au décor également d’inspiration italienne.
Son chef-d’œuvre est la série de carreaux réalisée entre 1540 et 1548 pour décorer le château du connétable de France Anne de Montmorency à Écouen. Le château d'Écouen, devenu aujourd'hui musée national de la Renaissance, expose de nombreuses œuvres de faïence de Masséot Abaquesne, Bernard Palissy et bien d’autres.
L’entreprise de Masséot Abaquesne, en dépit des efforts de sa veuve et de son fils Laurent pour prendre la relève, ne survécut pas à sa mort, survenue en 1564.

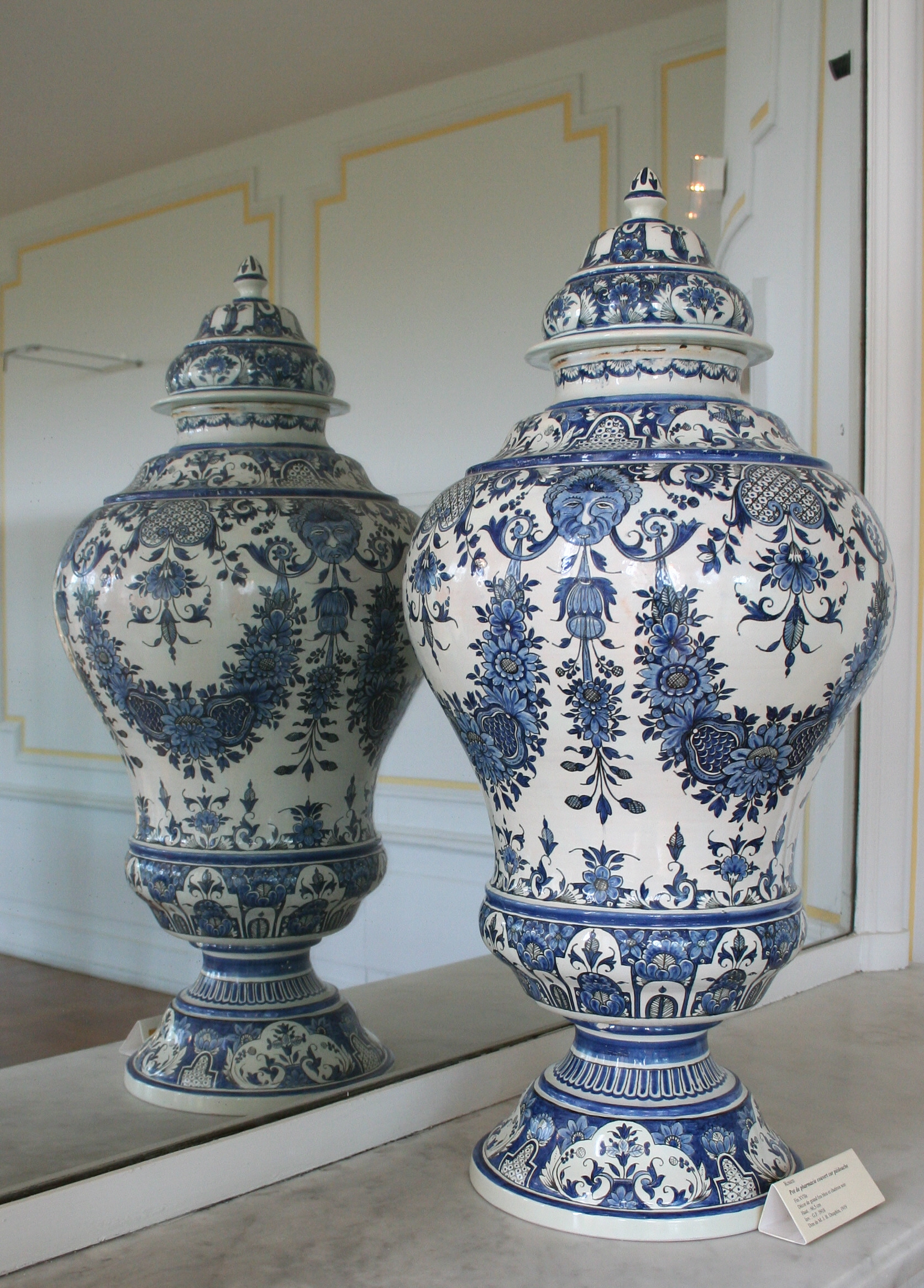
Pot de pharmacie couvert sur piédouche en faïence de Rouen de la fin du XVIIe siècle, décor grand feu bleu et chatiron noir ; hauteur 66 cm ; Musée de la Faïence (Marseille).

### Le siècle de l'expansion
La faïence fait son retour à Rouen au XVIIe siècle avec le monopole accordé en 1644 par la Régente Anne d’Autriche à Nicolas Poirel, sieur de Grandval, qui engage Edme Poterat (1612-1687). Celui-ci lance le fameux décor bleu à lambrequins (ou broderies) également dans la veine des techniques et des décors italiens de l’époque, eux-mêmes d’inspiration chinoise.
La décoration, d’abord sobre et limitée à la périphérie des objets, deviendra progressivement de plus en plus recherchée et recouvrira l’ensemble des pièces. Elle marquera pour longtemps le style rouennais.
En 1656, Poterat achète des terrains, fait construire une nouvelle fabrique et rachète en 1674 le privilège royal au fils de Nicolas Poirel. À sa mort en 1687, sa veuve et son fils Michel lui succèdent.
Le frère de Michel, Louis, crée lui aussi sa propre fabrique. À la mort de Michel, en 1712, la fabrique passe dans la famille de son épouse Marguerite-Louise Le Boullenger où elle restera jusqu’en 1770. La fabrique de son frère Louis passe, en 1720, aux mains de Nicolas Fouquay (1686-1742), à qui l’on doit de nombreuses pièces de forme dont les célèbres bustes représentant les « Quatre Saisons ».
Les Poterat ont continuellement cherché à créer et à innover. Ils sont ainsi les « inventeurs » de la porcelaine tendre en France. On ne connaît que peu de pièces dont on peut affirmer avec certitude qu’elles ont été produites à Rouen. Malheureusement, à sa mort, Louis Poterat a emporté son secret dans la tombe.

Les bustes des quatre saisons et le buste d'Apollon
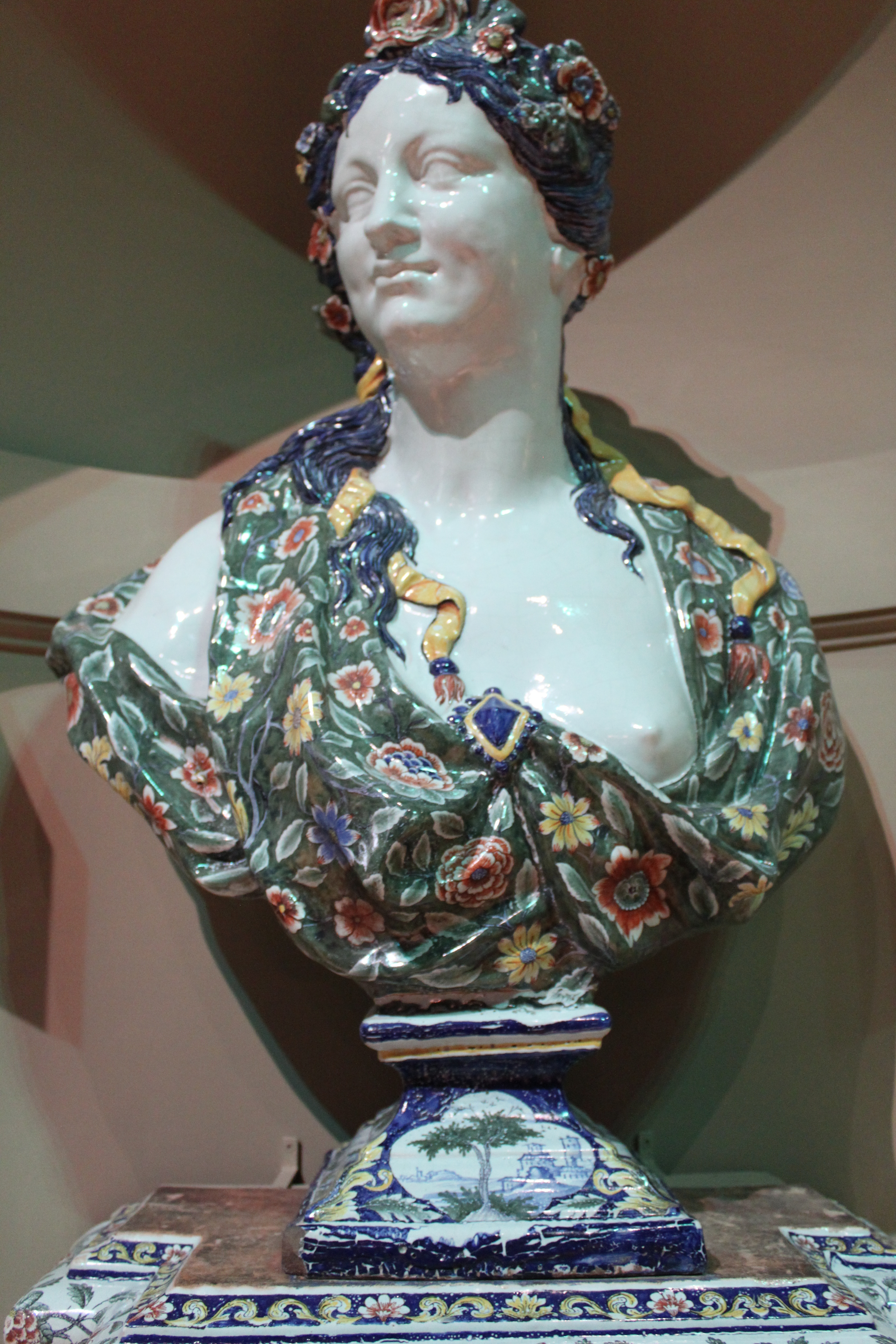
Le Printemps, Musée du Louvre (OA 2608).
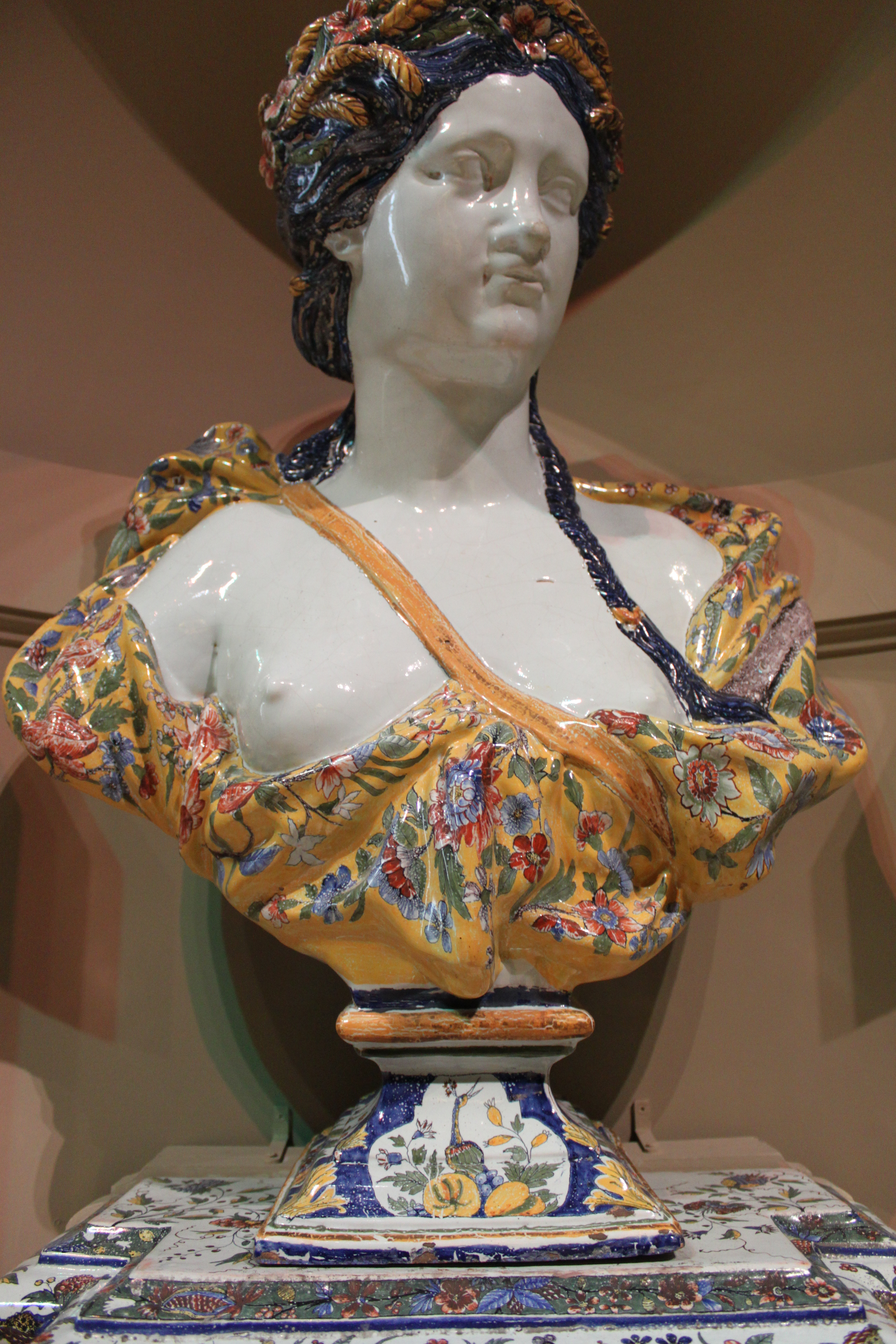
L'été, Musée du Louvre (OA 2609).
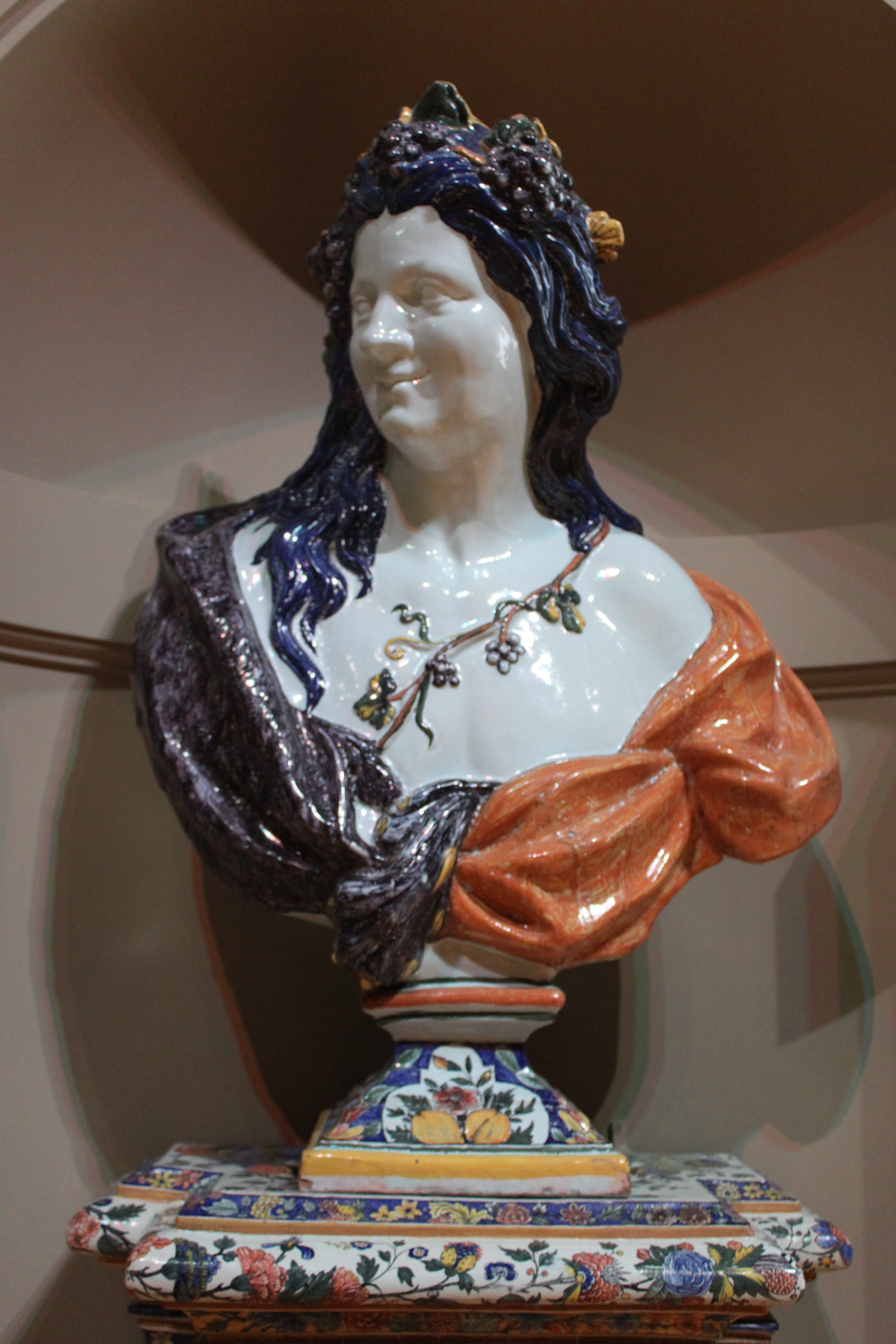
L'Automne, Musée du Louvre (OA 2610).
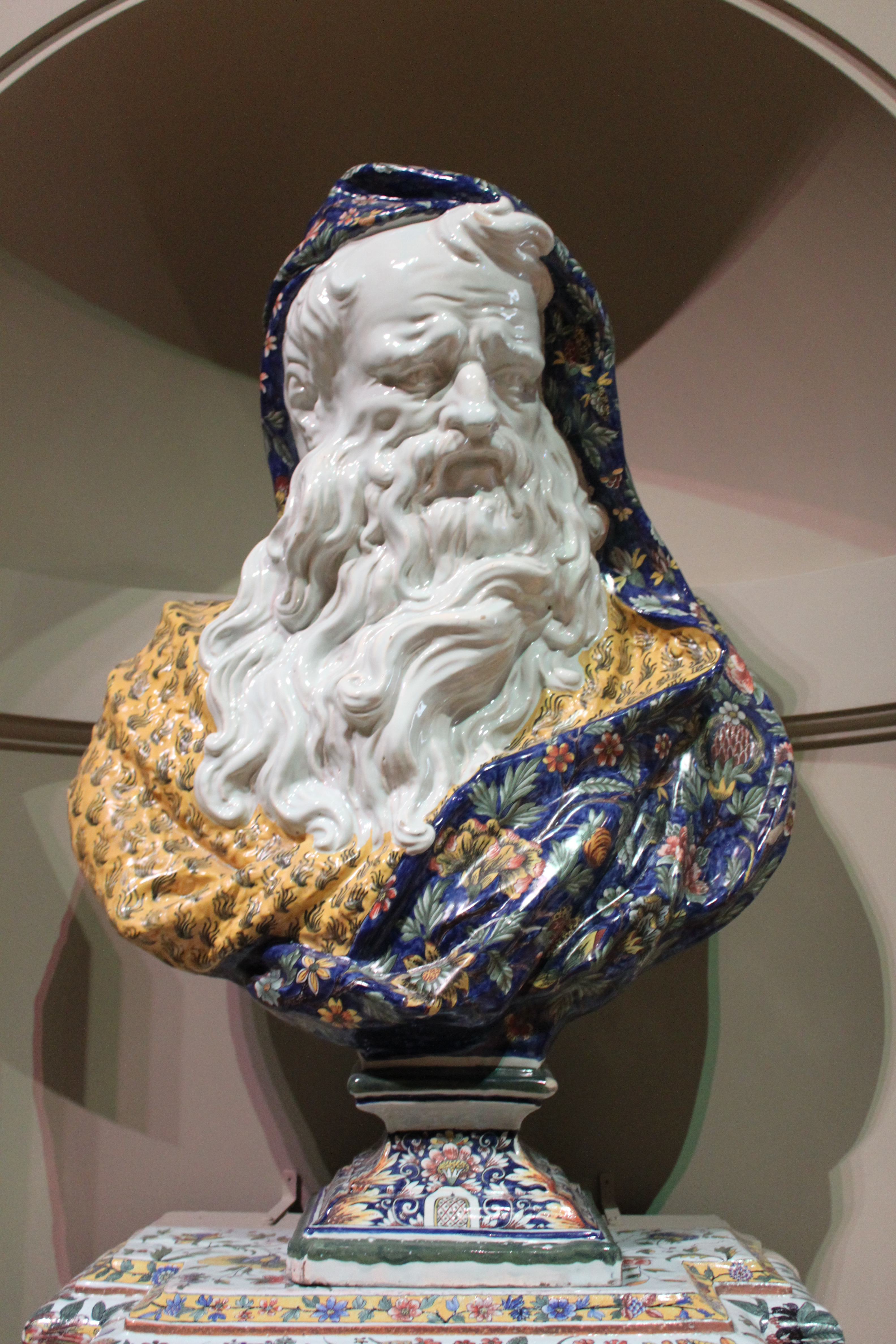
L'Hiver, Musée du Louvre (OA 2611).
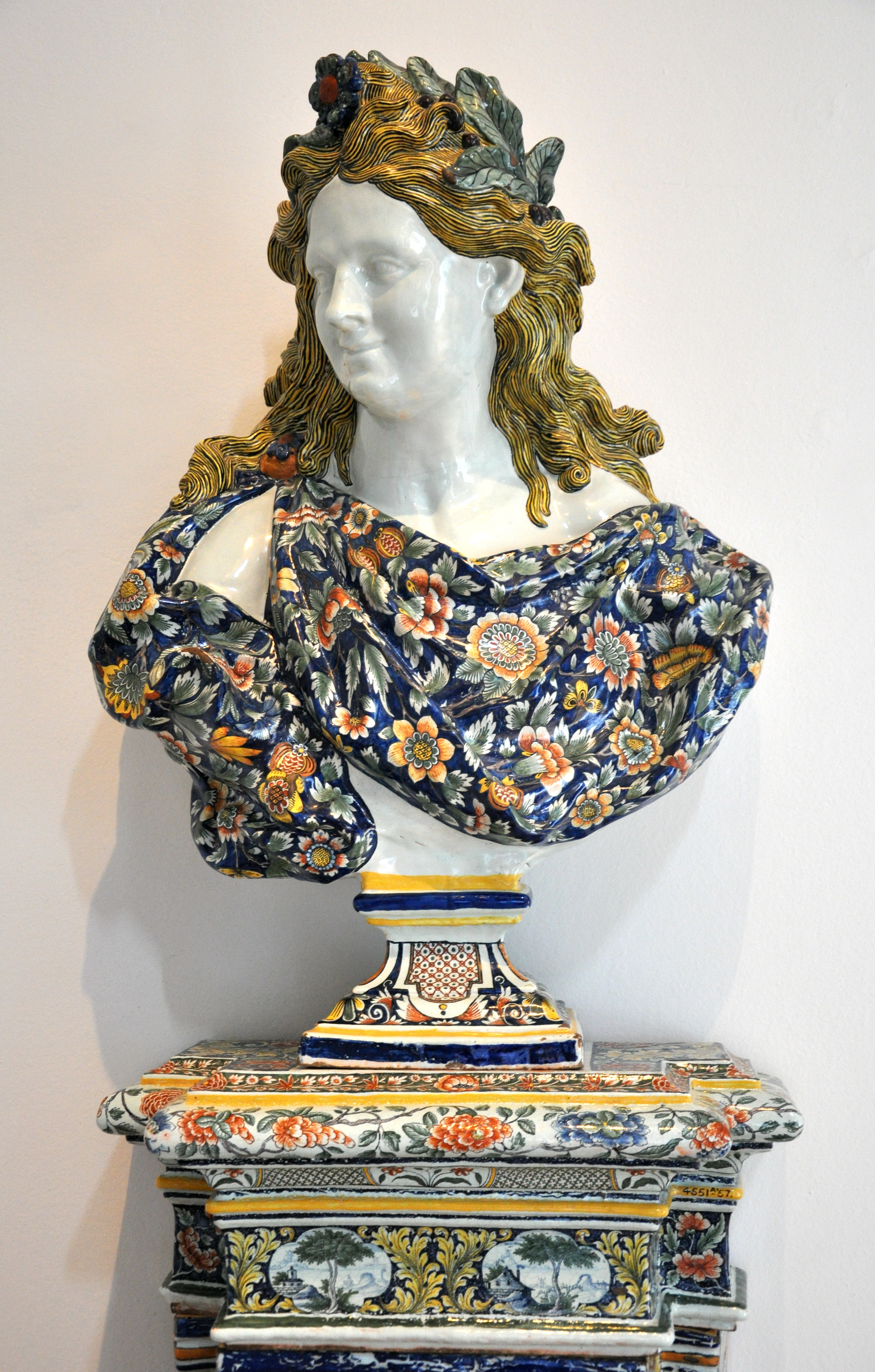
Buste d'Apollon, Victoria and Albert Museum (4551-1857).

L’extinction du privilège des Poterat permet l’ouverture de nombreuses fabriques concurrentes. En 1720, Rouen compte treize fabriques occupant plusieurs centaines d'ouvriers. À son apogée, Rouen en comptera jusqu’à 22. Parmi les fabriques les plus florissantes qui se développent dans le quartier Saint-Sever, et qui contribueront à la renommée des productions rouennaises, on peut citer les noms de Caussy, Guillibaud, Bertin, ou encore Mouchard, Heugue, Vallet, Fosse.
Fin 2019 et début 2020, des fouilles le long de la rue Saint-Julien ont permis de sortir de terre les vestiges d'une manufacture de faïence du XVIIIe siècle, permettant de mieux connaitre l'organisation du travail des céramistes.

### Le déclin des faïenceries rouennaises
Parallèlement aux réalisations de qualité qui ont fait sa réputation, la production faïencière rouennaise du XVIIIe siècle a également consisté en un nombre considérable de faïences bon marché de formes primitives très sommairement décorées. La productivité et la variété de la qualité des produits des faïenciers de Rouen ne les mirent pas à l'abri des importations anglaises, de la limitation de l'utilisation du bois de chauffe destinée à protéger le domaine forestier et des fabriques de porcelaines qui marqueront le coup d'arrêt de la faïencerie rouennaise dont les fabriques cessent l'une après l'autre leur activité à la fin du XVIIIe siècle. Le déclin de la production sera rapide puisqu'à la veille de la Révolution, Rouen compte encore une quinzaine de fabriques.
Celle d'Edme Poterat cesse ses activités en 1795. Au cours de son existence, elle aura pour propriétaires successifs sa veuve et son fils Michel, puis la veuve de Michel, née Leboullenger, avant de passer entre les mains de  Charles Le Coq de Villeray, de François-René Dionis, puis de Jean-Baptiste de La Houssiette, et enfin Mouchard comme dernier propriétaire.
Rouen tentera bien au cours du siècle de réduire ses coûts, en appliquant au revers des plats et assiettes une seule couche d'émail au lieu de deux au début du siècle, ou en utilisant une argile moins raffinée, ce qui entraîne la production de pièces plus épaisses au fur et à mesure que l'on avance dans le siècle. Les faïenciers ne pourront également rien contre l'évolution des goûts de leur clientèle, de plus en plus attirée par la palette de couleurs, la variété des décors et la finesse de la porcelaine.
L'influence de Rouen dans de nombreuses fabriques françaises, Paris, Saint-Cloud, Moulins, Sinceny, Lille, Saint-Omer, Saint-Amand, Strasbourg (fabrique de Charles-François Hannong), Marseille (fabrique de Leroy), Rennes, Quimper, Bordeaux, Clermont-Ferrand, Saintes et La Rochelle est néanmoins très sensible.
Quelques rares fabriques parviennent cependant à maintenir une activité au XIXe siècle, comme celle de la Métairie, ou celle d'Amédée Lambert qui poursuit la production de la fabrique Guillibaud-Levavasseur, mais elles s’orientent vers une production plus utilitaire (terrines, moules à fromage…), ne consacrant qu’une faible part aux décors qui ont fait le faste de Rouen. La production s’éteint définitivement sous Napoléon III, vers 1855. De nombreuses fabriques françaises vont continuer de reproduire des décors de Rouen au cours du XIXe siècle, sans y apporter cependant tout l’éclat de la production rouennaise. Desvres, Gien, Sarreguemines, Bordeaux ou encore Malicorne vont ainsi reproduire les décors « aux lambrequins » ou « à la corne », avec des interprétations plus ou moins heureuses.

## Les caractères stylistiques

### Les formes
La maîtrise de l’art de la faïence par les faïenciers rouennais va leur permettre d’élaborer toutes sortes de formes sur lesquelles appliquer leur savoir-faire. Encouragée par le besoin de financement des guerres de Louis XIV, la faïence remplace peu à peu les pièces d’argenterie dont elle reprend le style.
Outre les plats et assiettes, Rouen excelle vite à produire hanaps et aiguières, bannettes, bouteilles et pichets, jattes, moutardiers et boîtes à épices, huiliers, jardinières et rafraîchissoirs, saucières, saupoudreuses ou théières, terrines, légumiers et soupières, bouquetières, boules à éponge ou à savon, plats à barbe… ou encore crachoirs, bidets et bourdaloues. Aucun domaine ne rebute les faïenciers rouennais comme l'atteste la production de suspensoirs d’église, de bénitiers et de crucifix, de Bacchus assis sur un tonneau, voire de consoles murales, plateaux de commodes ou de cheminées, même si certaines de ces pièces relèvent plus de l’exercice de style que d’une production continue.
Afin de s’adapter à la mode et à l’évolution du goût, la forme des pièces évolue. Au XVIIe siècle et au début du XVIIIe siècle, les assiettes et plats sont dans le style de l’orfèvrerie Louis XIV, de forme ronde à bord uni, ou octogonale, les bannettes et huiliers sont de forme rectangulaire, aux lignes droites, à pans coupés. À partir du deuxième tiers du XVIIIe siècle, sous Louis XV, les formes évoluent, toutes en courbes, et abandonnent la rigidité un peu austère des lignes droites de la période précédente. De tronconiques, les saupoudreuses deviennent balustres, les plats et assiettes sont chantournées, les huiliers sont oblongs. Dans la seconde partie du XVIIIe siècle, on voit également apparaître des bordures dentelées.

### Les décors

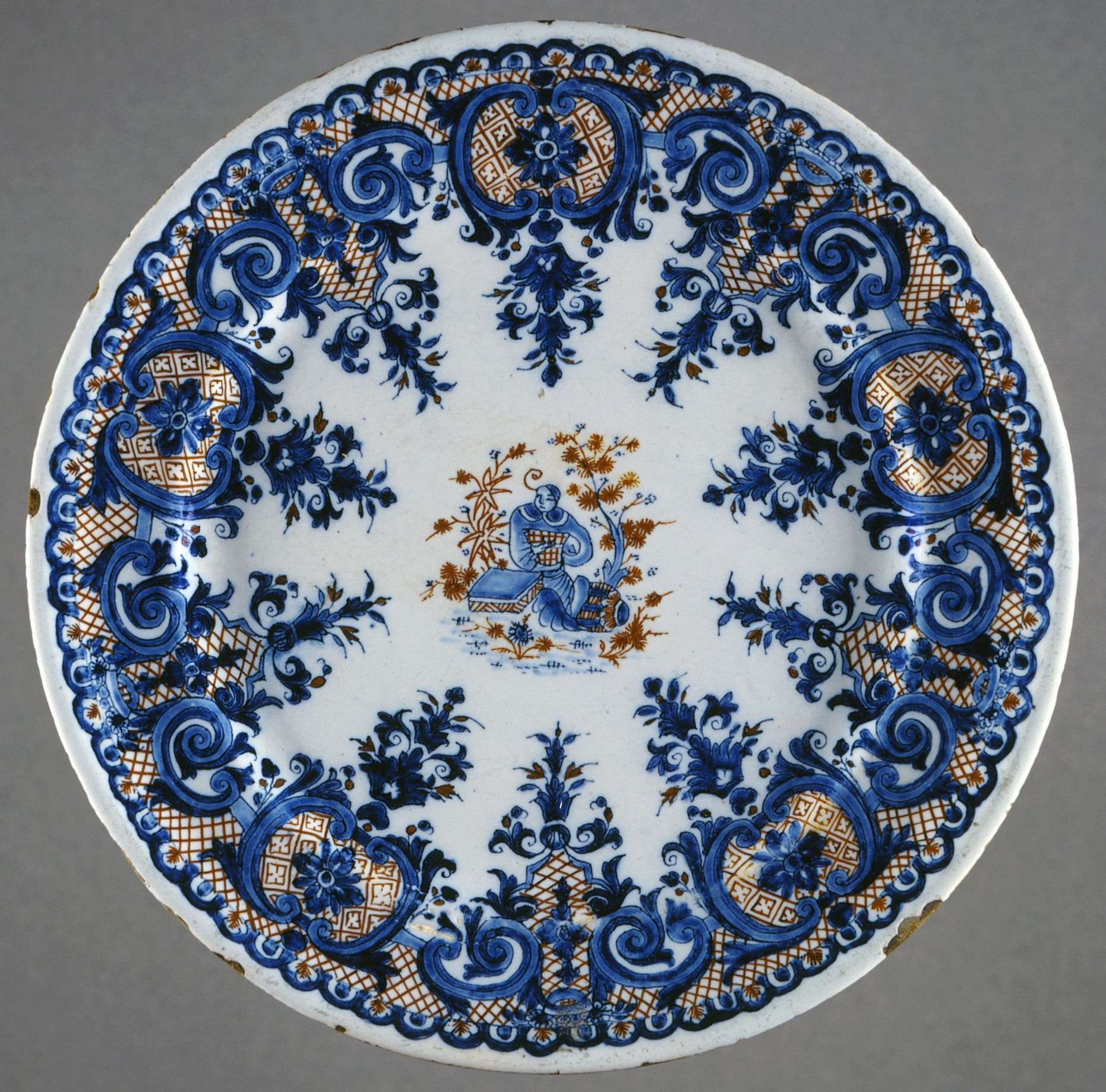
Plat à motifs rayonnants et à lambrequins.

La fin du XVIIe siècle voit l’apothéose de la technique d’ornementation originale caractéristique de la faïence rouennaise connue sous le nom « de style rayonnant ». Cette fin du XVIIe siècle voit également poindre les premiers essais de polychromie, avec l’insertion de petites touches de rouge. Cette couleur étant difficile à maîtriser, elle tend parfois encore vers l’ocre, et reste utilisée avec parcimonie. Peu à peu Rouen commence à se libérer de l’influence de Delft et de Nevers, en créant son propre style d’inspiration sino-hollandaise.
Le XVIIIe siècle voit la généralisation du rouge dans la production rouennaise, car il est enfin maîtrisé. Cette couleur, obtenue grâce à la présence d’oxyde de fer, demeure néanmoins délicate à utiliser, car elle pénètre plus difficilement dans l’émail en raison d’une pâte plus épaisse. Cette consistance provoque un léger relief, là où le rouge a été appliqué, et même fréquemment des bulles lors de la cuisson.
Bien que rare, l’or a parfois été utilisé pour rehausser la décoration de certaines pièces. Cette substance ne supportant pas les températures élevées « du grand feu », elle utilise une technique particulière appliquée « à froid ».
L’introduction d’autres couleurs aboutit à l’apparition, dès le premier quart du XVIIIe siècle, de décors dans la veine chinoise aux couleurs jaune, vert, bleu, rouge et même noir brillant très vives. La fabrique Guillibaud, même si elle n’est pas la seule à avoir produit ce type de décor, se distinguera par son inspiration du décor chinois « famille verte » de la dynastie Tsing. L’apogée du décor chinois dans la faïencerie rouennaise se situe entre 1720 et 1750.

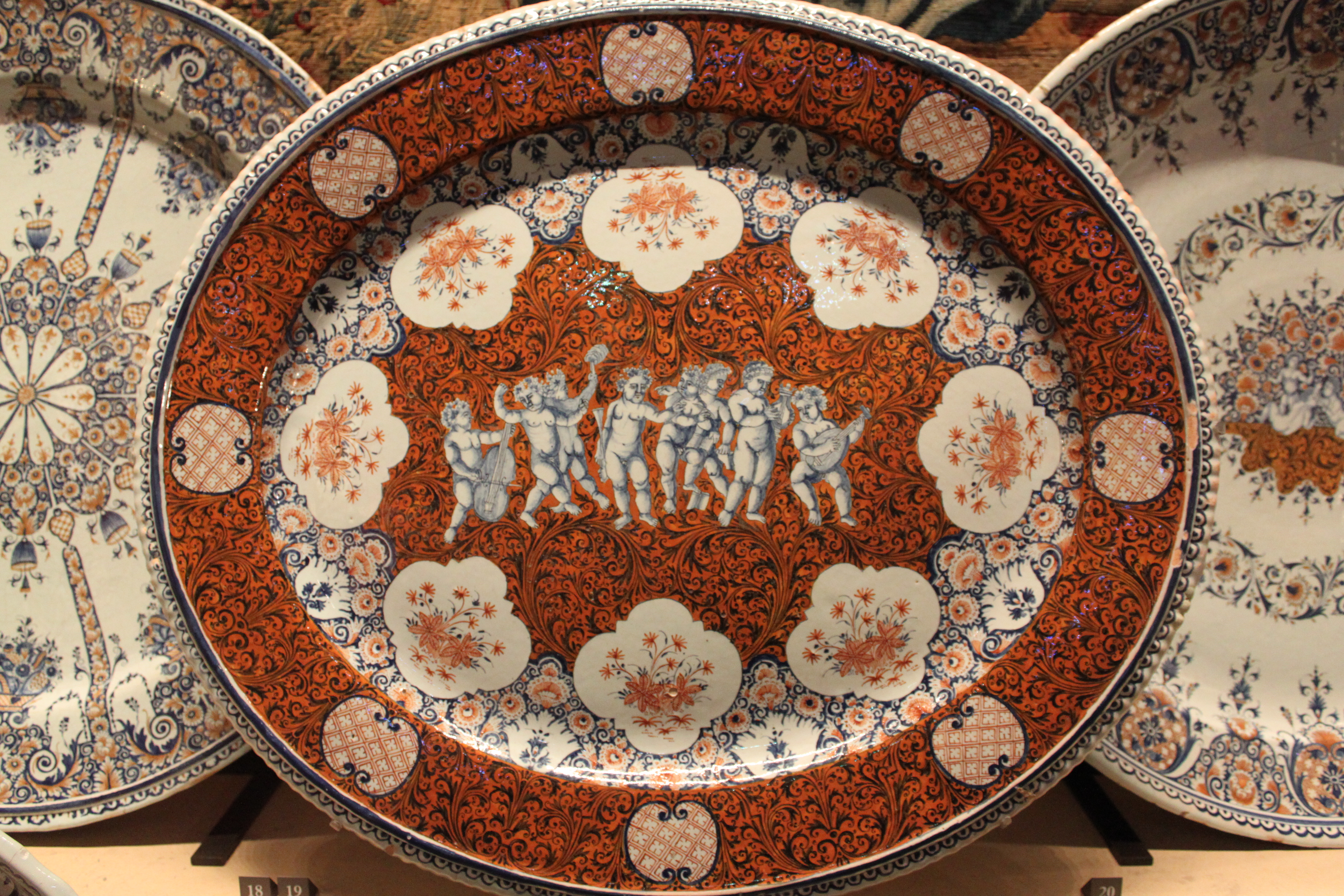
Exemple de décor « à l’ocre niellé » :Grand plat ovale orné d'enfants musiciens, musée du Louvre (OA 6590).

Les faïenciers rouennais, toujours à la recherche de nouveautés, diversifient les décors. Ainsi, à l’instar des décors « bleus persans » de Nevers, Rouen créé son propre décor « bleu empois », attribué aux fabriques de Guillibaud et de Caussy. Dans un style similaire au « bleu empois », quelques tentatives de production de pièces « à fond jaune » seront effectuées. 
Autre spécificité rouennaise, l'apparition  des décors dit « à l’ocre niellé », que certains auteurs attribuent à la fabrique de Charles Le Coq de Villeray, d'autres à la fabrique Caussy. Le terme « à l’ocre niellé » fait référence à une technique de décoration utilisée dans l'art du métal, le nielle, qui consiste à incruster un émail noir dans le métal gravé. Il s'agit souvent  de rinceaux d'acanthe noirs ou bleus, peints sur un fond allant du jaune citron à l'orange, inspirés de l'œuvre de Jean Bérain. Au centre des décors niellés sont souvent représentés des jeux d'enfants et des Bacchanales, parfois inspirés d'œuvres de Pierre Brébiette  ou de Claudine Bouzonnet-Stella. Ce type de décor, pratiqué entre 1700 et 1735, exigeait un travail très délicat et fut assez vite abandonné. Il est difficile aujourd'hui de connaître les raisons qui ont amené les faïenciers de Rouen à produire ce type de décor ; une influence chinoise reste possible.

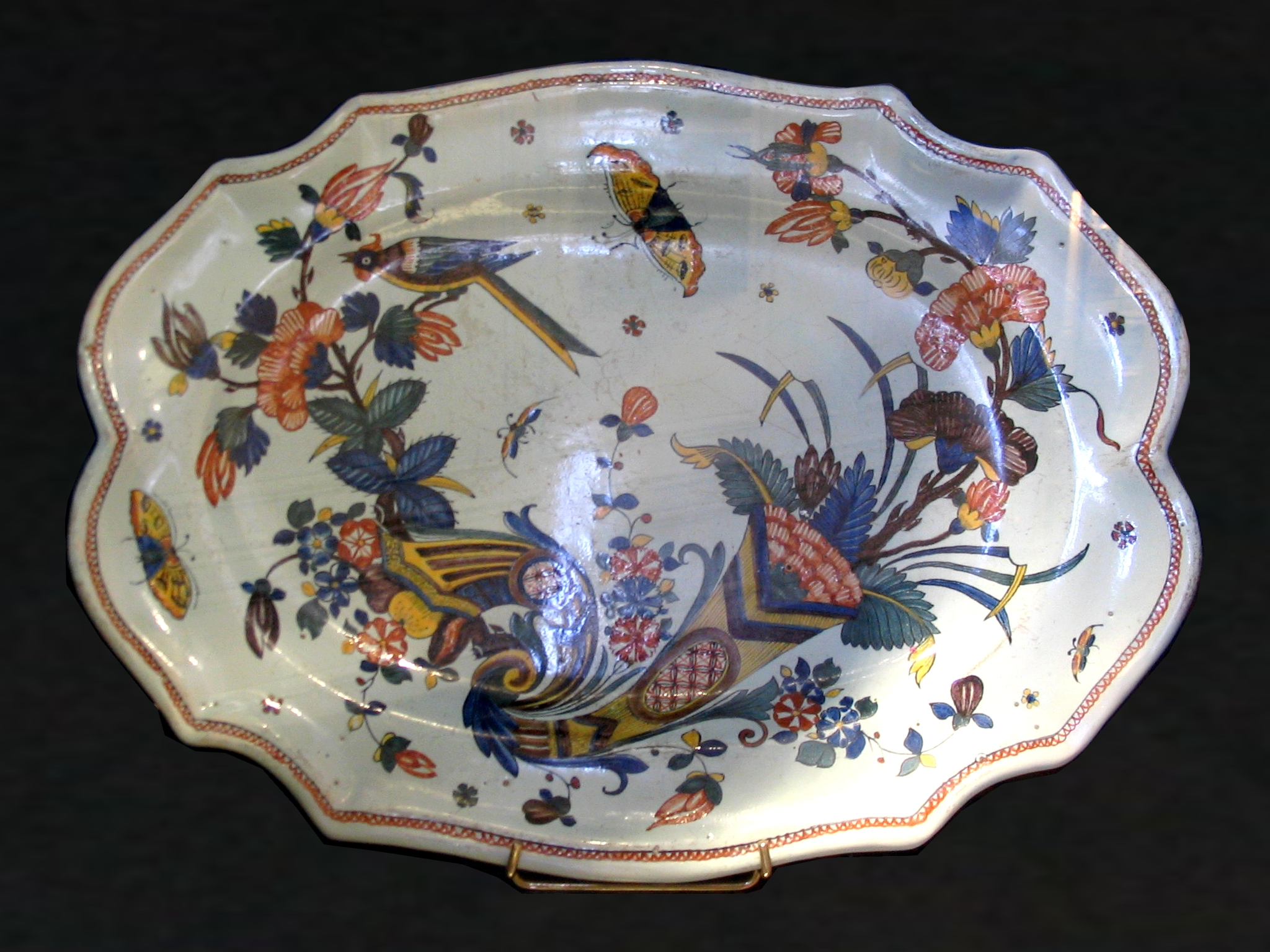
Exemple de décor « à la double corne » (et à l'œillet noir) : Plat en faïence de grand feu à bord chantourné, circa 1760, Musée Lambinet, Versailles.

L’apparition, vers 1740, du style « rococo » voit l’introduction des motifs plus occidentaux – arc et carquois, scènes de la vie de l’époque, fleurs telles que tulipes ou iris – concurremment à la conservation d’éléments propres au décor chinois tels que œillet, grenade, corne (corne de rhinocéros), rocher percé. Vers 1750, jusqu'à la fin du siècle, le motif à la corne, voire à la double corne apparaît et s'étend rapidement. Ce motif s'inspire à la fois du cornet japonais de fleurs en papier plié, rencontré dans les porcelaines de type kakiémon et  de la Corne d’abondance gréco-romaine, synonyme de richesse et de prospérité. Une végétation abondante y est associée à un répertoire d'insectes et d'oiseaux à longue queue où le phœnix renvoie au style japonisant. L'œillet, bleu, rouge ou noir, parfois jaune ou vert, est très présent et peut être associé à des iris, des grenades éclatées, des branches fleuries et des semis de fleurs. On rencontre également des trophées d'armes avec carquois, arcs et flèches. Le motif à la corne fut produit en grand nombre, en partie du fait de son coût de revient, moins onéreux que les motifs à lambrequins rayonnants développés dans la  première partie du XVIIIe siècle.
À la fin du siècle, Levavasseur, héritier de la fabrique de Guillibaud, se lance dans la production de faïence « au petit feu » où le décor est posé sur l’émail déjà cuit donc dur, contrairement à la technique « de grand feu » où le décor est posé sur l’émail non cuit donc pâteux. Le décor est soit floral, soit « aux marchands levantins » inspiré d’une série de gravures hollandaises du début du XVIIIe siècle, ou peut encore représenter des scènes galantes ou  « d’oiseaux branchés ».